# Halolaelaps similis
Halolaelaps (Saprogamasellus) similis – gatunek roztocza z kohorty żukowców i rodziny Halolaelapidae.
Gatunek ten opisany został w 1993 roku przez Czesława Błaszaka i Rainera Ehrnsbergera.
Samiec tego żukowca wyróżnia się wśród przedstawicieli podrodzaju brakiem chitynowych "klamerek" na przedniej części  tarczki wentroanalnej. Samica ma 8 par szczecin na tarczce opistonotalnej, z których przynajmniej część jest igłowata. Środkowe wcięcie ma na tej tarczce bardzo szerokie. Jej tarczka podonotalna wyposażona jest w 16 par szczecin, a stopy czwartej pary odnóży są pozbawione apofiz.
Roztocz znany z Europy, gdzie występuje w strefie litoralu Morza Śródziemnego.